# تيلوس أغراس

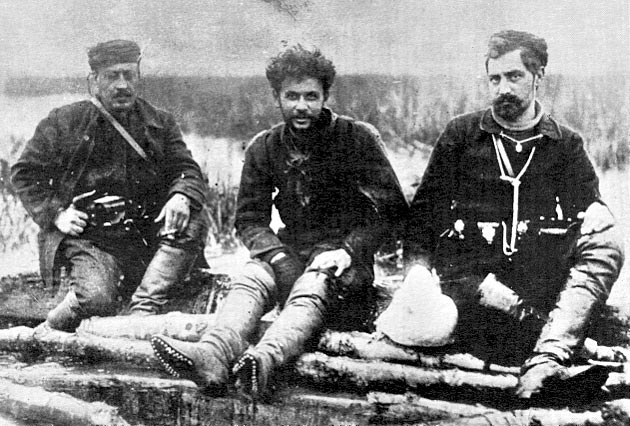
أغراس في المنتصف يجل بين نيكيفوروس (يوانيس ديميستيخاس) على يساره، وكالاس (قسطنطين سوروس) على يساره

تيلوس أغراس (Τέλλος Άγρας، ولد 1880 - مات 7 يونيو 1907) هو الاسم الحربي لسارانيتس-تيلوس أغابينوس (Σαράντης-Τέλλος Αγαπηνός) وهو ضابط في الجيش اليوناني لعب دورًا عسكريًا بارزًا أثناء الصراع المقدوني، وتعتبره اليونان أحد شهدائها في الصراع من أجل مقدونيا. وقد خلدت الروائية اليونانية بينيلوبي دلتا بطولته في روايتها «أسرار المستنقع».
1. ↑  Λεξικό Νεοελληνικής Λογοτεχνίας: Πρόσωπα, Έργα, Ρεύµατα, Όροι (باليونانية). Αθήνα. 2007. p. 14. ISBN:978-960-16-2237-8. QID:Q131401229.{{استشهاد بكتاب}}:  صيانة الاستشهاد: مكان بدون ناشر (link)